# Hankou Bei (métro de Wuhan)
Hankou Bei (chinois : 汉口北站 ; pinyin : Hànkŏubeīzhàn ; litt. « « station de Hankou - Nord » ») est une station de la ligne 1 du métro de Wuhan. Elle est l'actuel terminus nord-est de la ligne depuis son inauguration le 28 mai 2014 après son prolongement et l'inauguration du tronçon Dijiao-Hankou Bei. Elle se situe dans le nord de l'ancienne ville de Hankou intégrée à Wuhan, littéralement la « bouche de la [rivière] Han », position et origine dont elle tire son nom.